# Ulica Stanisława Moniuszki w Radomiu
Ulica Stanisława Moniuszki – ulica w dzielnicy Śródmieście w Radomiu.
Łączy ulicę Żeromskiego z ulicą Traugutta. Krzyżuje się z ulicą Sienkiewicza. Ulica ma status drogi gminnej.

## Historia
Ulica zbudowana została na przełomie lat osiemdziesiątych i dziewięćdziesiątych XIX wieku. Pierwotnie planowano doprowadzenie jej do ulicy Świeżej (obecnie Kelles-Krauza).

## Nazwa
Nazwa ulicy wielokrotnie ulegała zmianom:
- II połowa XIX w. – 1919: ul. Kościelna
- 1919 – 1939: ul. Stanisława Moniuszki
- 1939 – 1945: Ostlandstraße
- od 1945: ul. Stanisława Moniuszki

## Architektura[3]
Zabudowa ulicy kształtowała się od II połowy XIX niemal do końca XX wieku i jest bardzo zróżnicowana pod względem stylów architektonicznych. Na odcinku pomiędzy ulicami Żeromskiego i Sienkiewicza dominuje dziewiętnastowieczna zabudowa czynszowa, natomiast na odcinku pomiędzy ulicami Sienkiewicza i Traugutta style dominujące to modernizm z okresu międzywojennego oraz socrealizm. Jedynym przykładem architektury postmodernizmu jest budynek domu handlowego Sezam, usytuowany na rogu z ulicą Żeromskiego. Ciekawe pod względem architektonicznym są domy mieszkalne zbudowane w okresie okupacji niemieckiej, utrzymane w stylu faszystowskiego modernizmu lat trzydziestych.
Najważniejsze obiekty:
- budynek na rogu z ulicą Traugutta 34 – modernistyczny budynek z lat trzydziestych XX wieku. W okresie międzywojennym mieściła się w nim prywatna klinika położniczo-ginekologiczna dr Feliksa Żabnera[4]. W 1947 budynek został zakupiony przez gminę kościoła Adwentystów Dnia Siódmego i do 2012 roku pozostawał jej siedzibą[5]
- nr 3 – 5 – przykład socrealistycznej zabudowy, z zatartymi przez termomodernizację cechami stylowymi,
- nr 7 – 7b – przykład niemieckiej, modernistycznej architektury mieszkalnej z okresu faszystowskiego,
- nr 9 – neoklasycystyczny gmach dawnego Powiatowego Związku Samorządowego, wzniesiony w 1927 według projektu Alfonsa Pinno. W okresie okupacji niemieckiej gmach był siedzibą niemieckiej żandarmerii wojskowej. Po 1945 był siedzibą kolejno Urzędu Bezpieczeństwa, Komitetów Miejskiego i Powiatowego PZPR, a od 1975 Urzędu Stanu Cywilnego. Obecnie gmach jest siedzibą Rady Miejskiej oraz USC[6],
- nr 13 – 13a – kamienice z II połowy lat trzydziestych z fasadami licowanymi cegłą klinkierową – przykład polskiej architektury modernistycznej,
- nr 15 – budynek kina Corso. Wybudowany w 1918 w stylu neorenesansowym był w chwili uruchomienia największym i najnowocześniejszym budynkiem kinowym w Radomiu. Wystawiano w nim również sztuki teatralne i rewie. W 1934 budynek zmodernizowano i otwarto w nim kino Adria, w którym występował m.in. Mieczysław Fogg. Od 1942 dostępne tylko dla Niemców. W 1945 zmieniło nazwę na Bałtyk i działało pod nią aż do 1993, kiedy w budynku otwarto Atlantic. Kino zostało ostatecznie zamknięte przez spółkę Helios, która w 2006 otworzyła w Radomiu swój multipleks[7],
- nr 18 – 24 – typowe eklektyczne kamienice czynszowe z przełomu XIX i XX wieku (m.in. Dom Wejssów pod numerem 18),
- nr 26 – eklektyczny budynek na rogu z ulicą Żeromskiego 44, zbudowany na przełomie XIX i XX wieku. Przed 1939 w narożnym lokalu na parterze mieściła się znana cukiernia Udziałowa Bolesława Pomianowskiego, która w 1934 zmieniła nazwę na Cristal. Cukiernia wraz z restauracją działały przez cały okres II wojny światowej i kilka lat po jej zakończeniu. W latach 1956–2004 w narożnym lokalu działały Delikatesy – w okresie PRL sklep z luksusowymi towarami spożywczymi[8].

Rejestr zabytków
Do rejestru zabytków Narodowego Instytutu Dziedzictwa wpisane są następujące obiekty:
- nr 9 – Gmach Powiatowego Związku Samorządowego, 1927
- nr 11 – dom, XIX w.
- nr 14a – kamienica, 1925
- nr 17 – dom, koniec XIX w.
- nr 18 – kamienica z oficynami, XIX/XX w.
- nr 19 – dom, 1890
- nr 20 – dom, XIX w.
- nr 24 – budynek, koniec XIX w.
- nr 26 (Żeromskiego 44) – dom, 1910

Gminna ewidencja zabytków
Do Gminnej Ewidencji Zabytków Miasta Radomia, oprócz budynków z rejestru zabytków, wpisane są też obiekty (stan z 2017):
- nr 7 (Sienkiewicza 6) – 1898
- nr 10 – dom murowany, 4. ćw. XIX w.
- nr 12 – dom murowany, 4. ćw. XIX w.
- nr 15 – dom murowany, 4. ćw. XIX w.
- nr 16 – dom murowany, 4. ćw. XIX w.
- nr 21 – dom murowany, 4. ćw. XIX w.
- nr 22 – dom murowany, 4. ćw. XIX w.

## Galeria

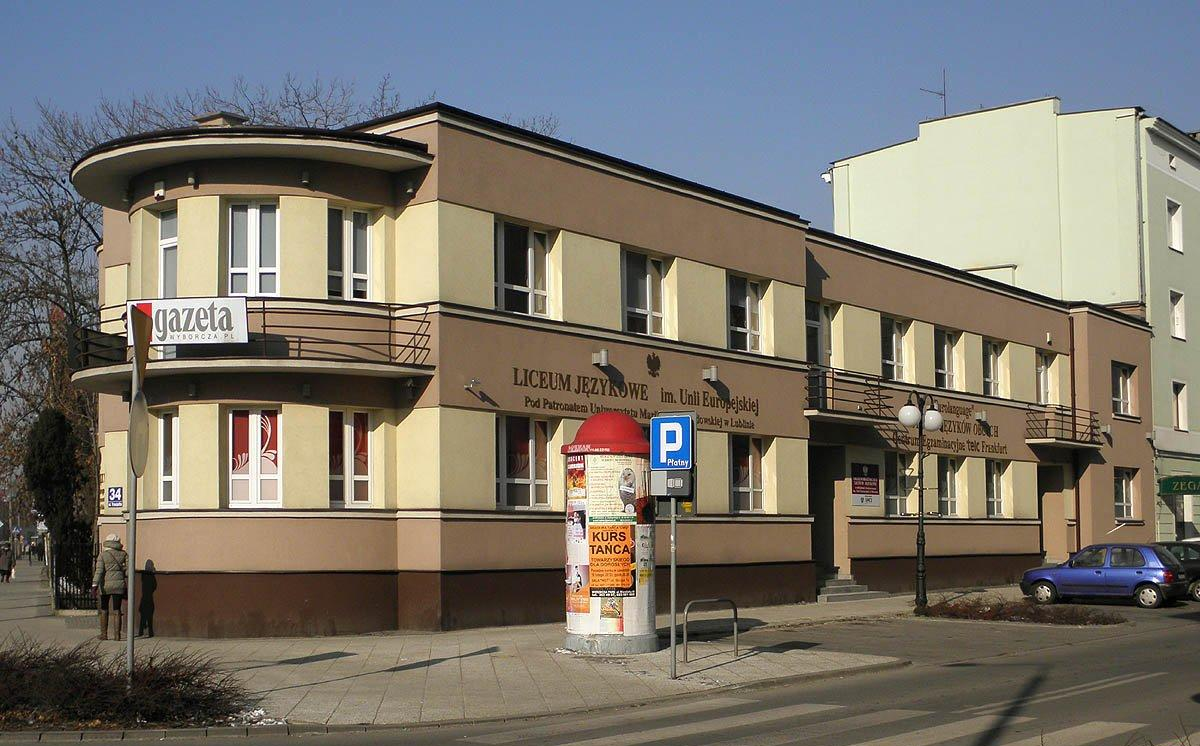
Róg ulic Moniuszki i Traugutta – modernistyczny budynek z lat trzydziestych XX wieku.
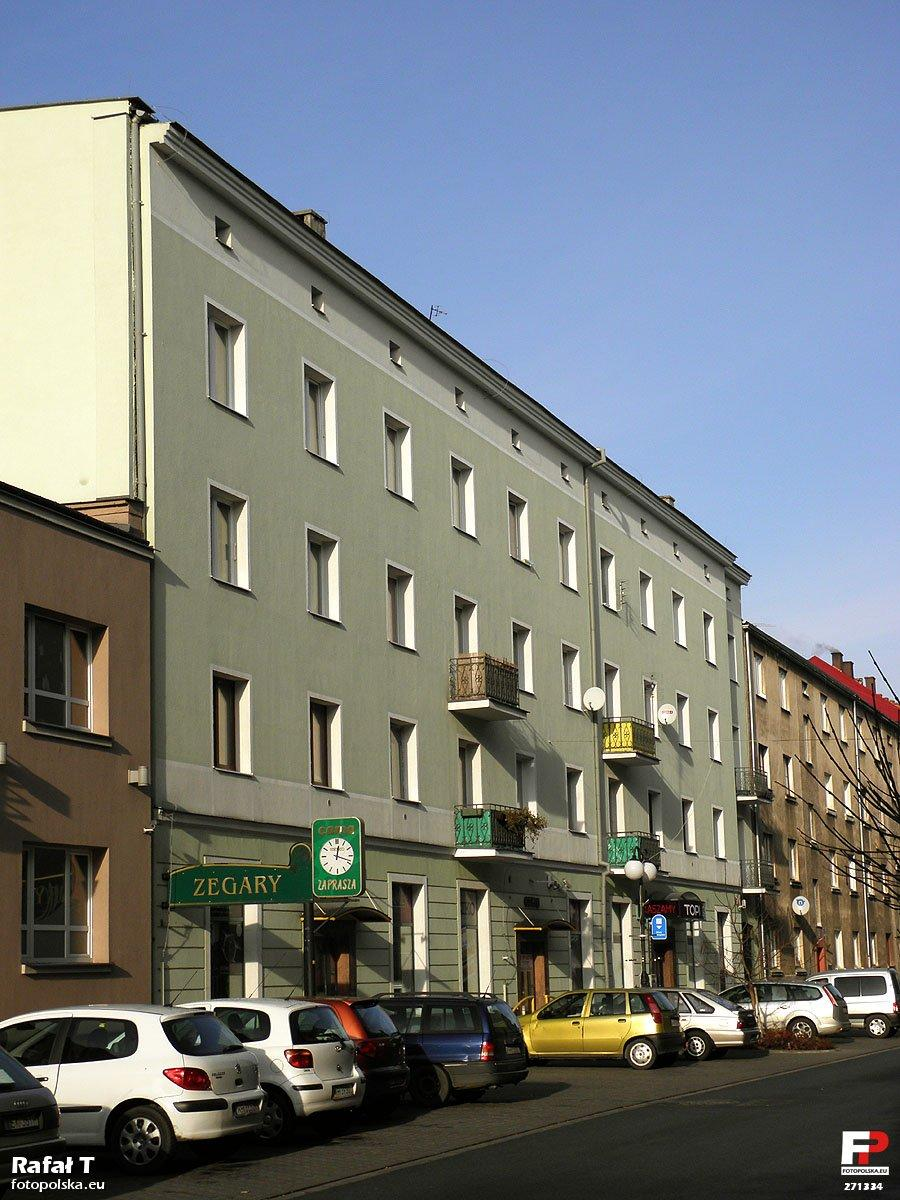
Nr 3–5 – socrealistyczny budynek z zatartymi przez termomodernizację cechami stylowymi.
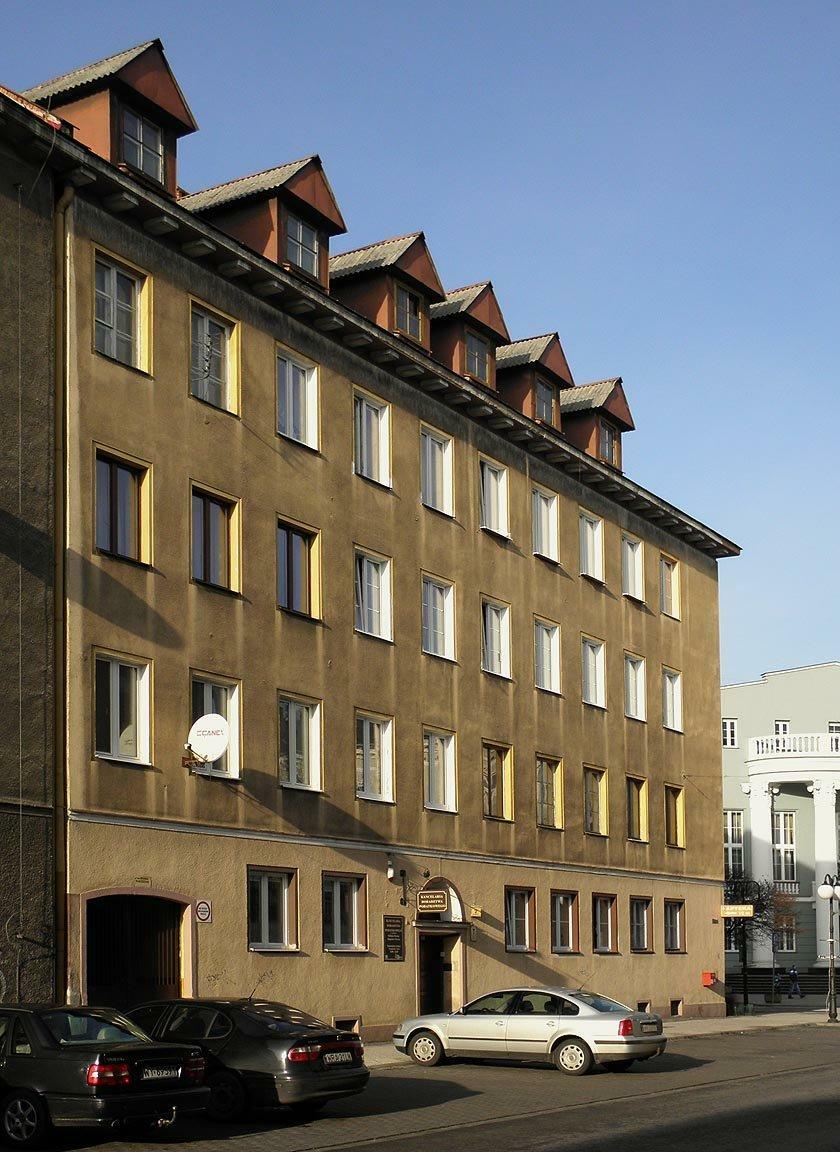
Nr 7 – budynek mieszkalny w stylu faszystowskiego modernizmu.
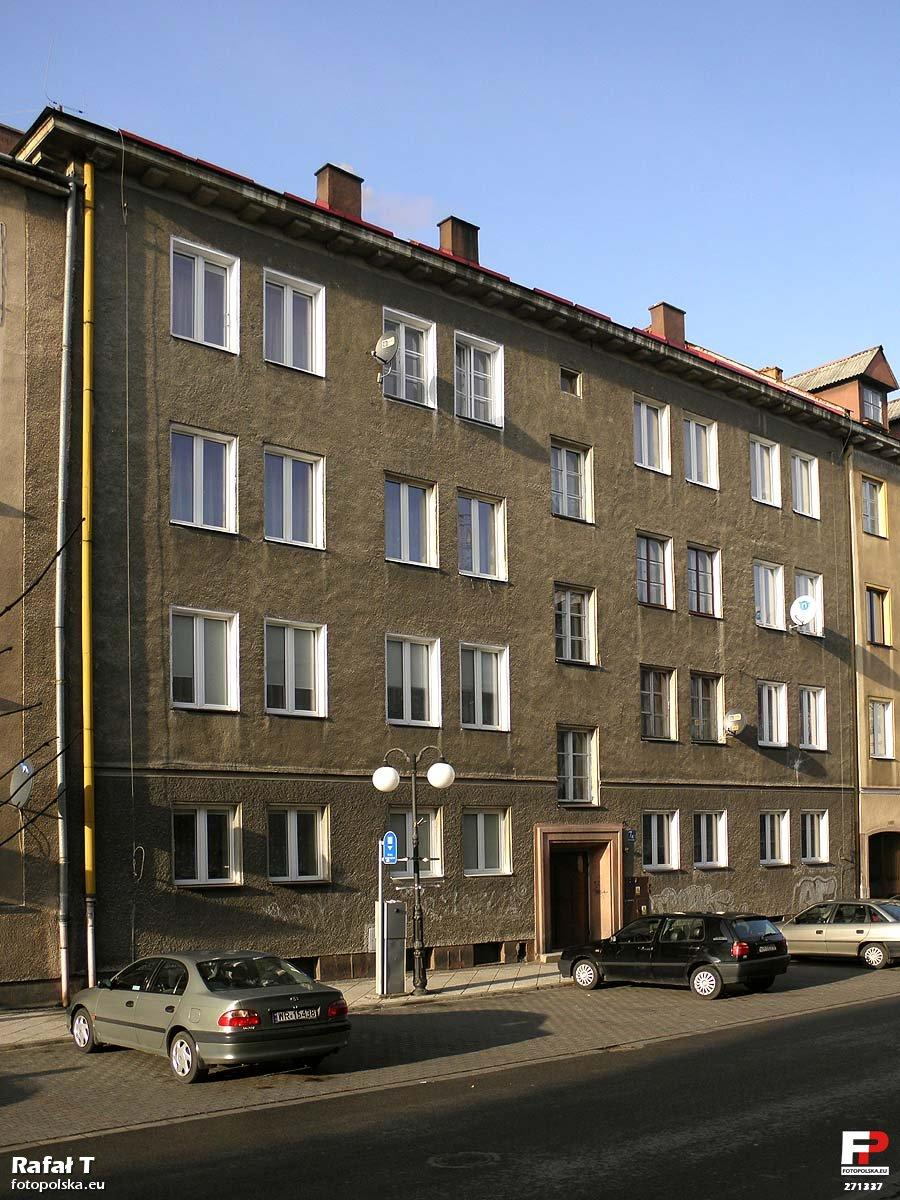
Nr 7a – budynek mieszkalny w stylu faszystowskiego modernizmu.
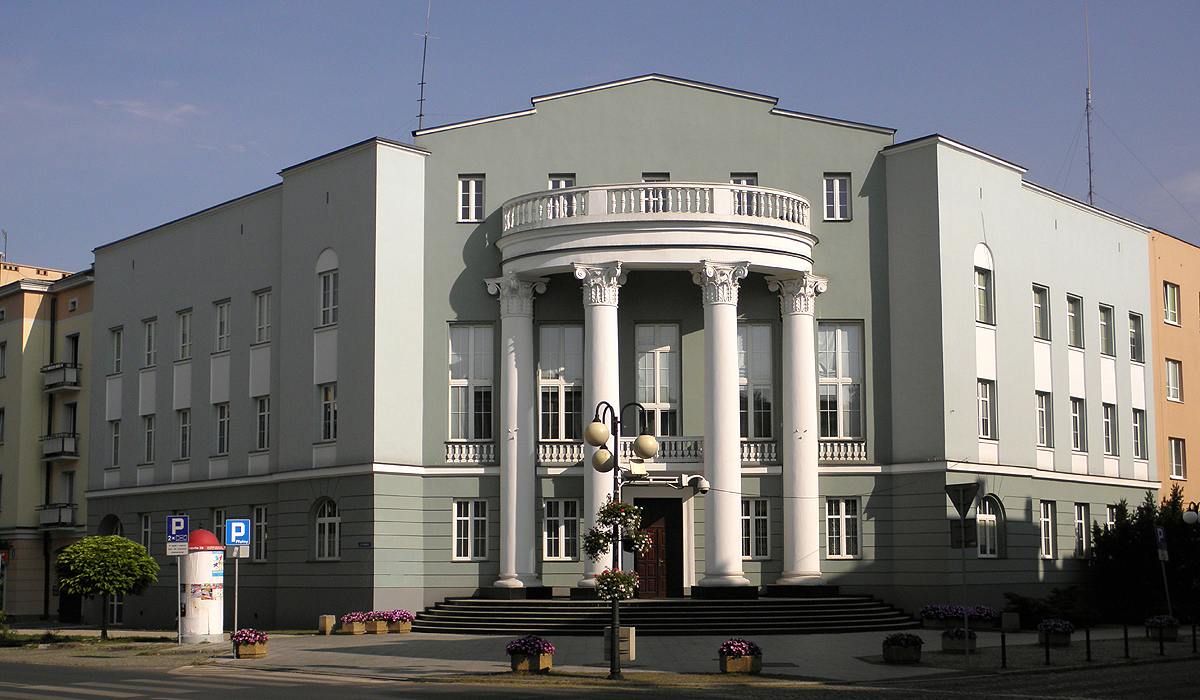
Nr 9 – neoklasycystyczny gmach Rady Miejskiej i Urzędu Stanu Cywilnego.
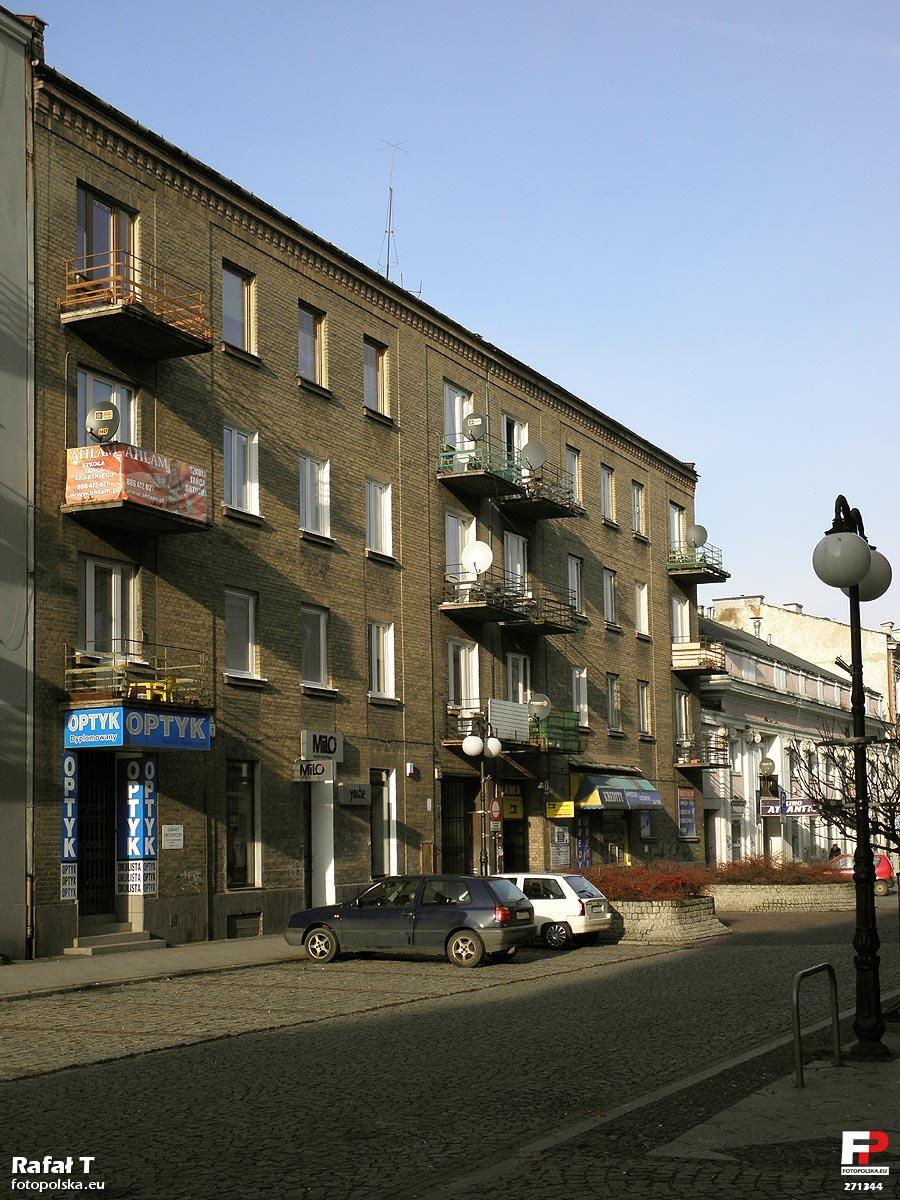
Nr 13–13a – modernistyczne budynki mieszkalne z II połowy lat trzydziestych.
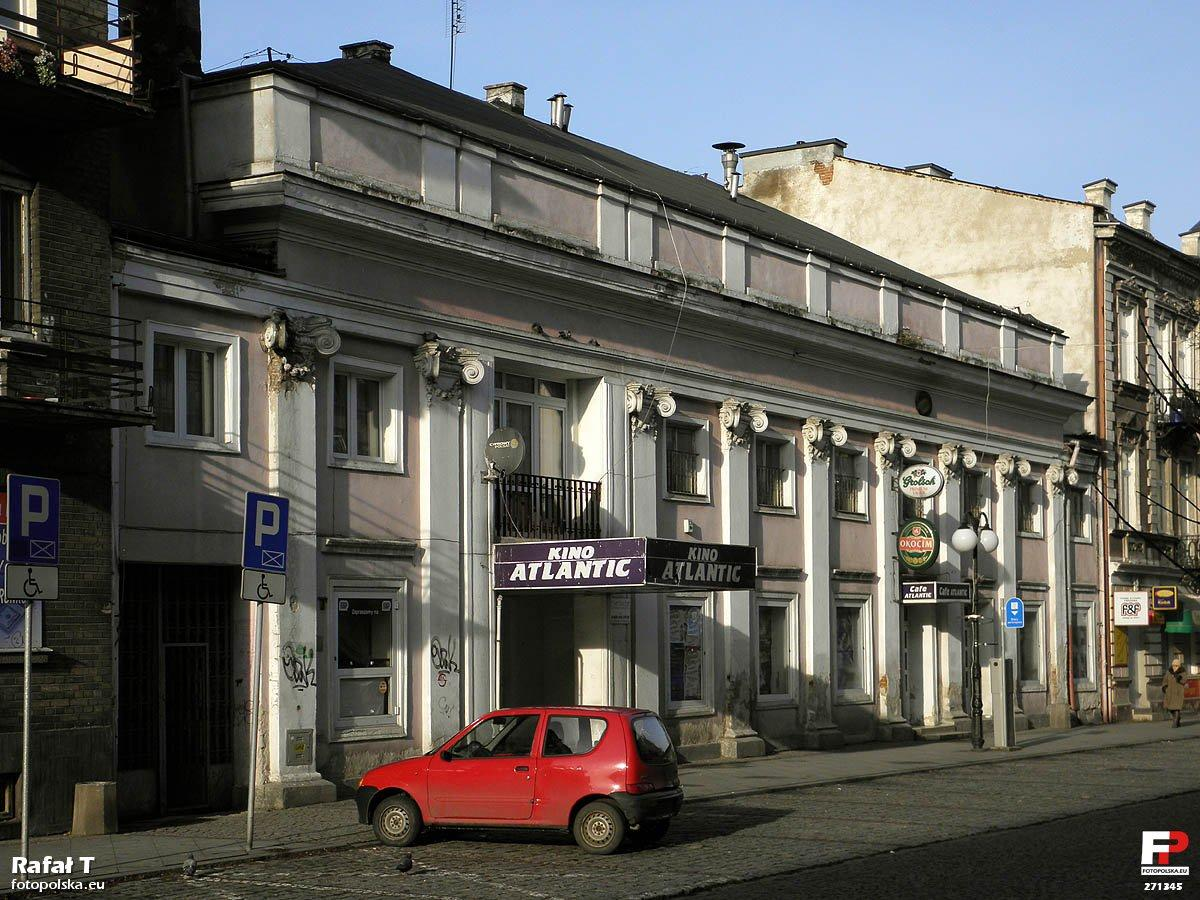
Nr 15 – budynek d. kina Corso.
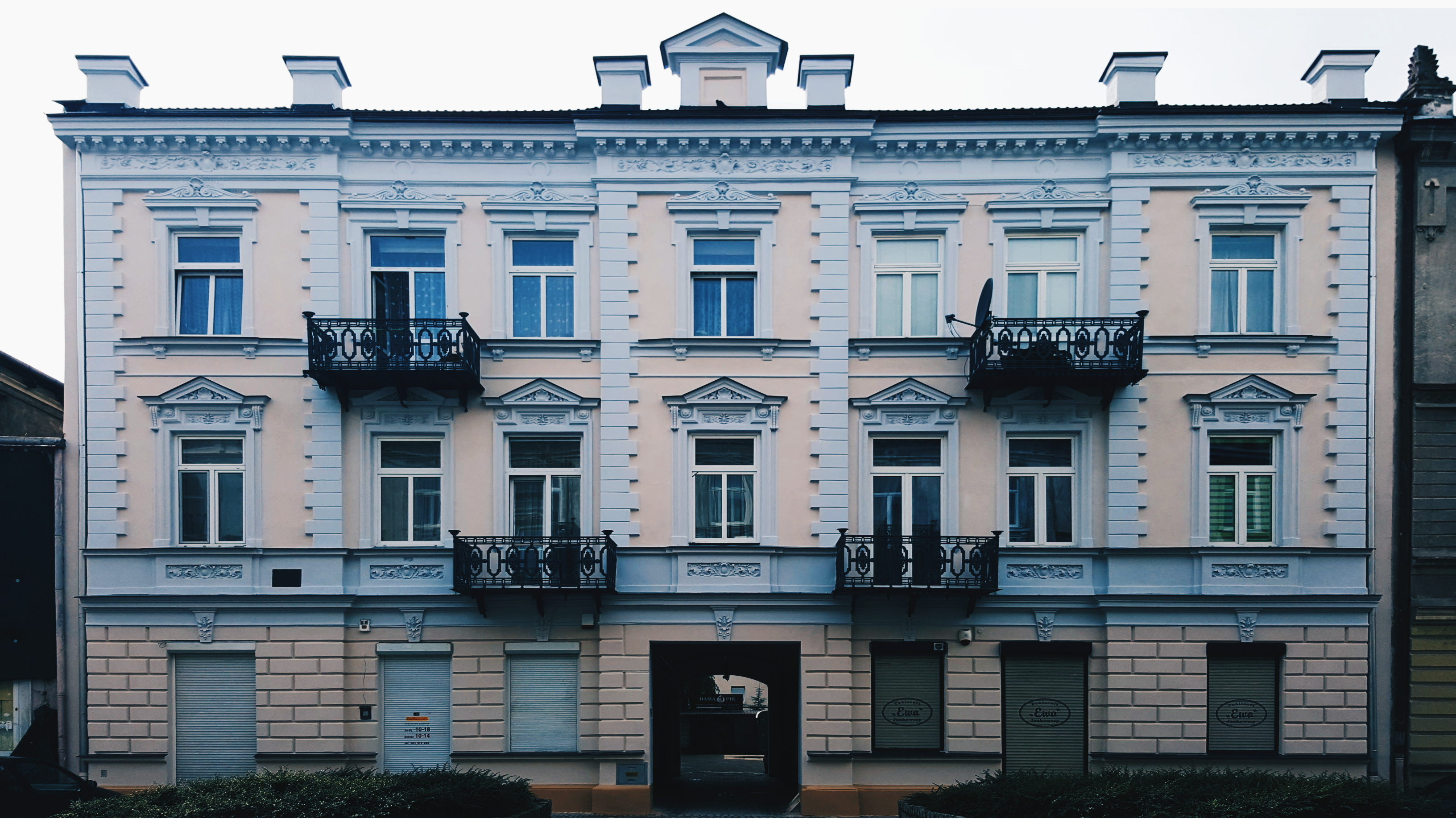
Nr 17 – eklektyczna kamienica czynszowa z przełomu XIX i XX wieku.
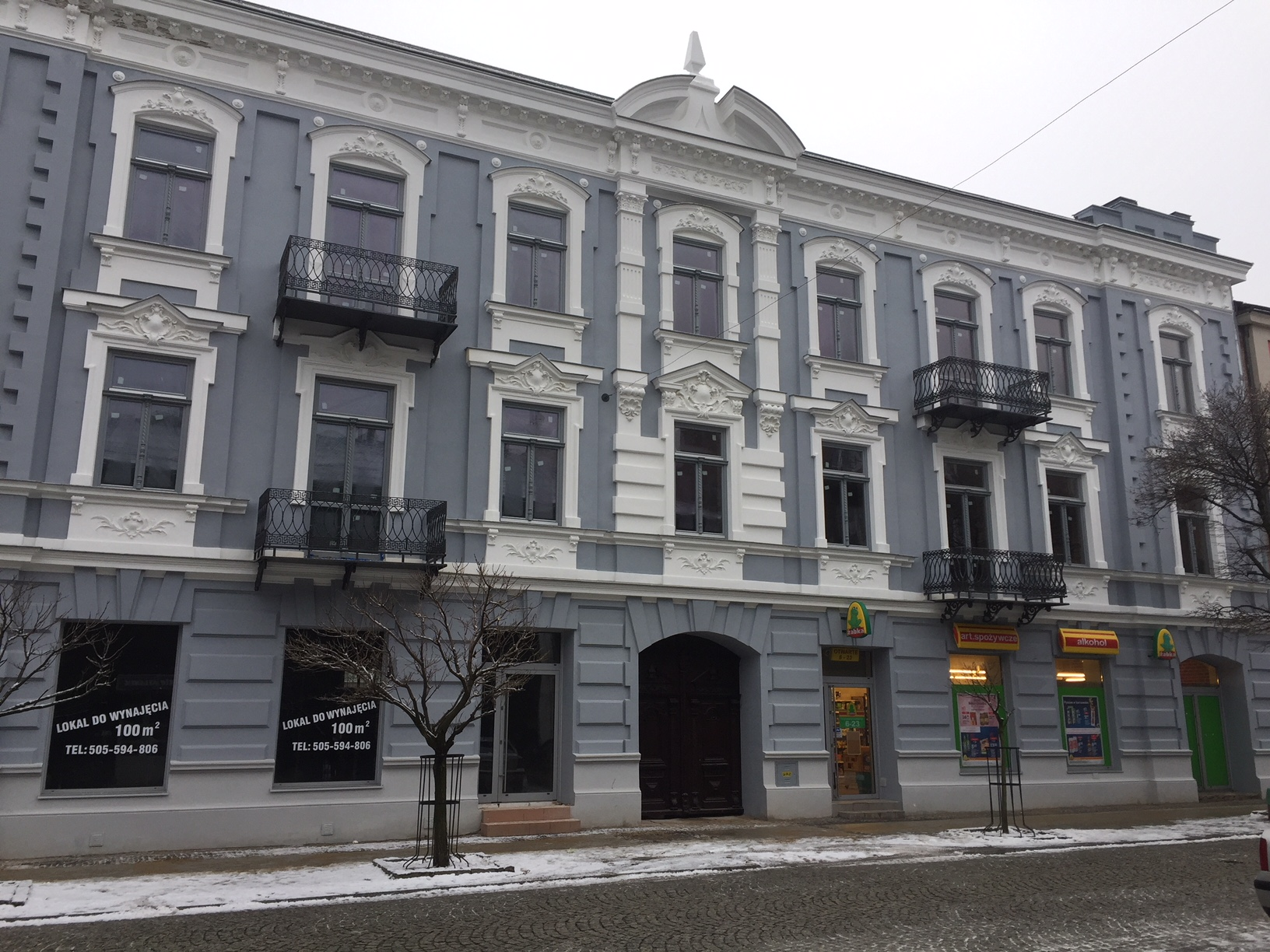
Nr 18 - Dom Wejssów – eklektyczna kamienica czynszowa z przełomu XIX i XX wieku.
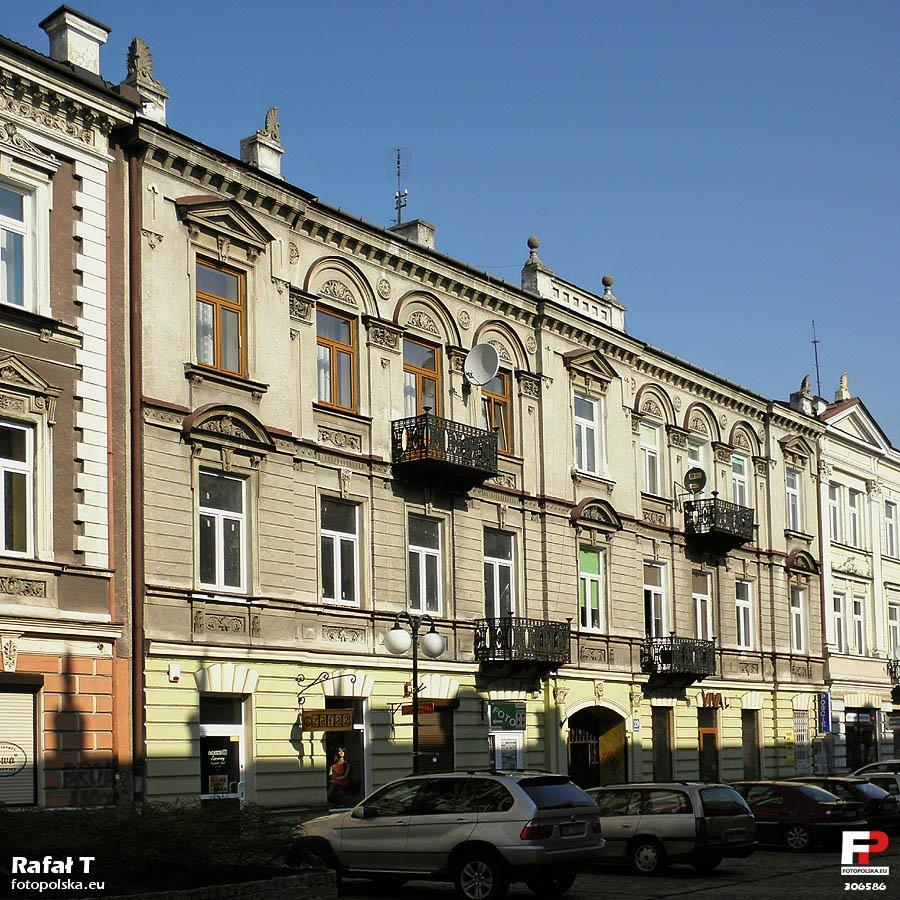
Nr 19 – eklektyczna kamienica czynszowa z przełomu XIX i XX wieku.
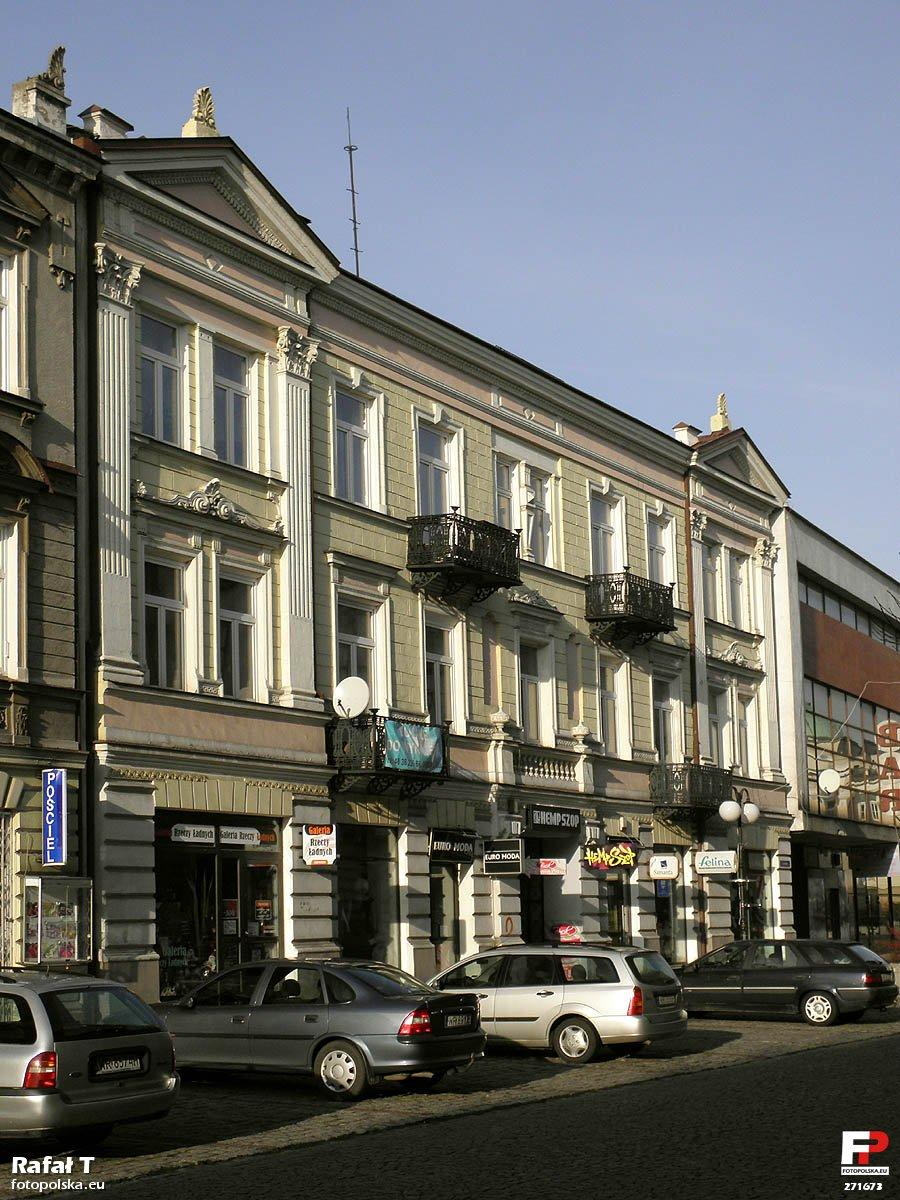
Nr 21 – eklektyczna kamienica czynszowa z przełomu XIX i XX wieku.
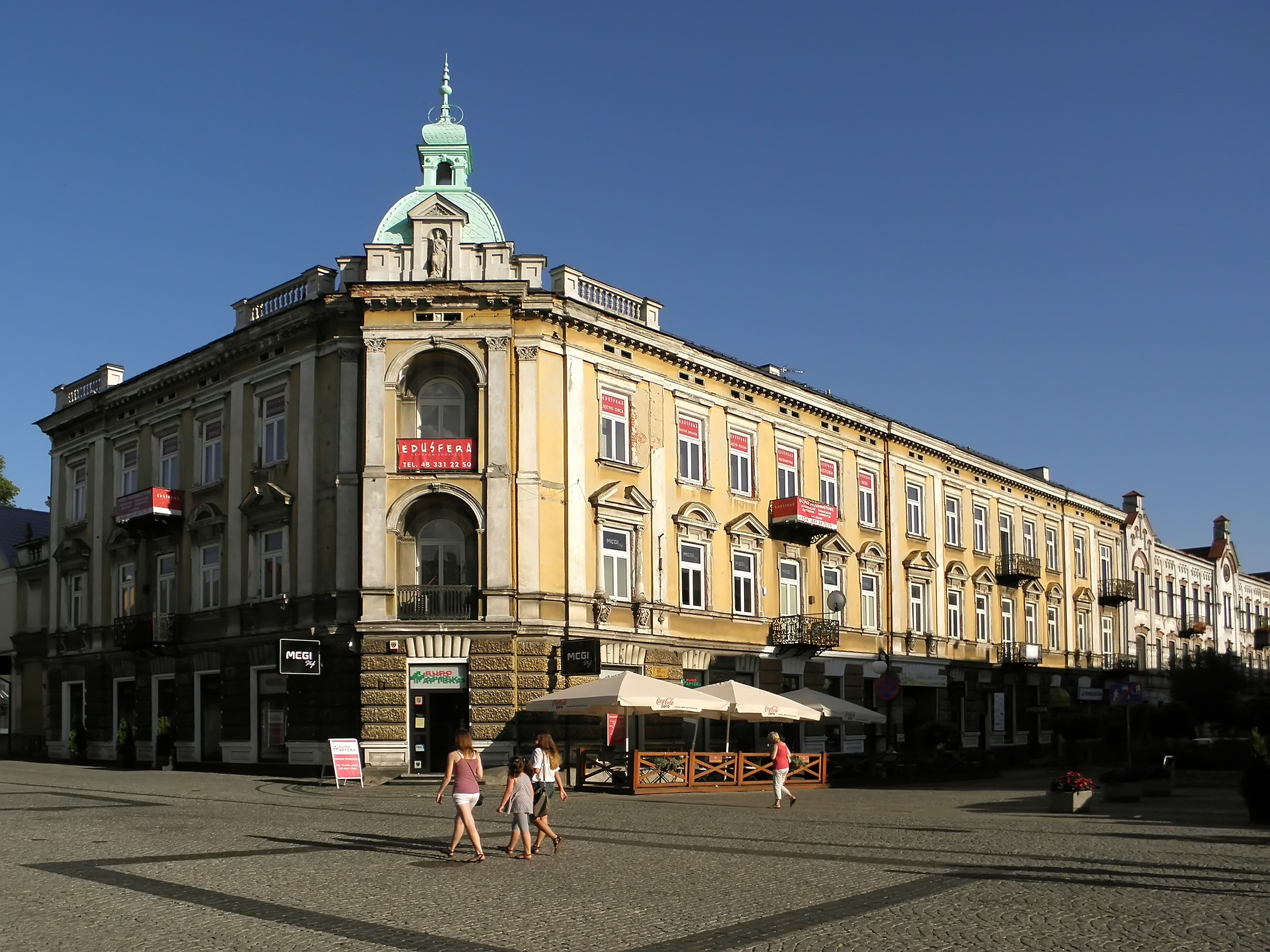
Róg ulic Moniuszki i Żeromskiego – eklektyczna kamienica czynszowa z przełomu XIX i XX wieku. W I połowie XX wieku w narożnym lokalu na parterze mieściło się wiele popularnych cukierni.